# Jelena Dobronrawowa
Jelena Borisowna Dobronrawowa, ros. Елена Борисовна Добронравова (ur. 21 lipca 1932 w Moskwie, zm. 24 stycznia 1999 tamże) – radziecka i rosyjska aktorka filmowa, teatralna i telewizyjna. 
Pochodziła z rodziny aktorskiej. Córka aktorów Borisa Dobronrawowa i Marii Dobronrawowej. Laureatka zbiorowej nagrody dla najlepszej aktorki na 8. MFF w Cannes za rolę w filmie Wielka rodzina (1954) w reżyserii Iosifa Chejfica.
Została pochowana na moskiewskim Cmentarzu Nowodziewiczym obok swoich rodziców.